# Aerion
Aerion Corporation era una società aeronautica statunitense, con base a Reno in Nevada, attiva nella ricerca e sviluppo nel settore dei business jet supersonici. È stata fondata da Robert Bass di Fort Worth.
Dal 2004 al 2021 la società sviluppò un modello di jet supersonico per 10 passeggeri, con lo scopo di ridurre i voli transatlantici di tre ore usando tecnologie senza boom sonico, e dotandolo di un motore in grado di abbassare le emissioni in maniera massiccia e di poter essere alimentato a biocarburanti. La società annunciò improvvisamente il 21 maggio 2021 che interrompeva le attività, per l'inabilità di raccogliere il capitale necessario a procedere.

## Storia
L'Aerion Corporation nasce nel 2002 quando Robert Bass rilevò il gruppo ASSET (Affordable Supersonic Executive Transport) specializzato nello studio di soluzioni per il volo in campo supersonico ed ipersonico. Nel 2004 prese corpo lo sviluppo di un aereo supersonico bimotore da 10 posti, l'Aerion SBJ di cui, nel 2007, fu iniziata la raccolta ordini. Nel 2014 la società annunciò l'evoluzione del progetto nel più capiente Aerion AS2, un trimotore in grado di raggiungere una velocità massima di 1,6 Mach che dovrebbe vedere la luce entro 5-6 anni dalla costituzione di una apposito consorzio industriale.
Nel settembre del 2014 è stato annunciato un accordo di collaborazione tecnologica tra l'Aerion e la Airbus finalizzato alla accelerazione dei tempi di sviluppo dell'AS2.
L'azienda, a causa dell'impossibilità di reperire nuovi capitali per passare dalla fase progettuale a quella costruttiva, chiude nel maggio 2021

## Nome
Il nome della società Aerion deriva da Arione, un cavallo della mitologia greca.